# Mesterséges sejt (biológia)
A mesterséges sejt, angolul artificial cell olyan élő sejt, amelyet részben, vagy egészben mesterséges, nem biológiai, vagy hagyományos biokémiai úton állítottak elő. Mesterséges sejtek előállítása a biokémiának egy újonnan fejlődő technológiája. Az utóbbi időkig a mesterséges sejt előállítására irányuló próbálkozások csak olyan rendszerek megteremtésére korlátozódtak, amelyek révén a sejt csak egy-két különleges funkcióval lett felruházva. Daniel Hammers sikeres sejtmódosítással azoknak olyan képességet adott, amely segítségével a sejt képes lett egyes gyógyszereket a test egy kívánt részére  szállítani.
A kanadai McGill egyetemen dolgozó Thomas Chang 2006-ban mesterséges sejtfalat állított elő, majd sejtmódosítással mérget adszorbáló faszenet juttatott a szervezetbe.
2010. május 20-án a J. Craig Venter Institute (J. Craig Venter Intézet) nyilvánosságra hozta, hogy sikeresen előállították az első ember által tervezett mesterséges genom által működtetett sejtet. Az ezzel előállított sejtet a mesterséges sejtek közé  sorolják, bár csak az annak működését szabályozó utasításokat hordozó részét, annak genomját állították elő mesterségesen, számítógéppel, amit azután egy meglevő sejtbe építettek bele. A módosított sejt a számítógéppel előállított genom utasításait követi.
A francia Sciences et Avenir (Tudományok és jövő) tudományt népszerűsítő folyóirat 2010 júliusi számában Craig Venter az első szintetikus genom által vezérelt sejt megteremtését a Szintetikus biológia első fejezete címen említi ugyanazon év májusában adott interjújára hivatkozva. A Craig Venter vezette intézet kísérlete röviden összegezve egy baktérium minden más élőlény sejtjei építőköveiként is szolgáló négy nukleinsavból álló mikroplazma genomjának egy mesterségesen előállított savsorozattal képzett genommal való helyettesítéséből állt. Az új baktériumnak az intézet a Mycoplasma mycoides JCVI-syn 1.0 nevet adta.

## Lásd még
synbioworld.com Szintetikus biológia nemzetközi információportálja (Rövidesen online)